# Pocharica bicincta
Pocharica bicincta är en insektsart som beskrevs av Victor Lallemand 1950. Pocharica bicincta ingår i släktet Pocharica och familjen Ricaniidae. Inga underarter finns listade i Catalogue of Life.